# 激情-ホセとカルメン-
『激情-ホセとカルメン-』（げきじょう ホセとカルメン）は、宝塚歌劇団のミュージカル作品。原作はプロスペル・メリメの小説「カルメン」。

## 上演記録
1999年・宙組（初演）
上演期間
6月25日 - 8月29日（新人公演：7月13日） 宝塚大劇場
10月2日 - 11月14日（新人公演：10月19日） TAKARAZUKA1000days劇場（東京）
併演は『ザ・レビュー'99』（作・演出：岡田敬二）。
形式名は「ミュージカル・プレイ」。15場。
第54回芸術祭賞演劇部門優秀賞を受賞。
2010年・星組
公演期間：4月24日 - 5月23日
全国ツアーとして、選抜メンバーで上演。併演は『BORELO-ある愛-』（作・演出：草野旦）。
形式名は「ミュージカル・プレイ」。
| 公演日   | 公演場所                                       |
| -------- | ---------------------------------------------- |
| 04月24日 | 市川市文化会館（千葉県）                       |
| 04月25日 | 市川市文化会館（千葉県）                       |
| 04月26日 | 大宮ソニックシティ（埼玉県さいたま市）         |
| 04月28日 | 静岡市民文化会館（静岡県）                     |
| 04月29日 | 静岡市民文化会館（静岡県）                     |
| 05月01日 | 宗像ユリックス（福岡県宗像市）                 |
| 05月03日 | 福岡市民会館（福岡県）                         |
| 05月04日 | 福岡市民会館（福岡県）                         |
| 05月05日 | 福岡市民会館（福岡県）                         |
| 05月07日 | 神奈川県民ホール（神奈川県横浜市）             |
| 05月08日 | 神奈川県民ホール（神奈川県横浜市）             |
| 05月09日 | 神奈川県民ホール（神奈川県横浜市）             |
| 05月11日 | オーバードホール（富山県富山市）               |
| 05月13日 | 羽島市文化センタースカイホール（岐阜県羽島市） |
| 05月15日 | 愛知県芸術劇場大ホール（愛知県名古屋市）       |
| 05月16日 | 愛知県芸術劇場大ホール（愛知県名古屋市）       |
| 05月18日 | 広島市文化交流会館（広島県）                   |
| 05月20日 | 松山市民会館（愛媛県）                         |
| 05月22日 | 梅田芸術劇場・メインホール（大阪府）           |
| 05月23日 | 梅田芸術劇場・メインホール（大阪府）           |

2016年・月組
公演期間：3月19日 - 4月17日
全国ツアーとして、選抜メンバーで上演。併演は『Apasionado!! III』（作・演出：藤井大介）。
形式名は「ミュージカル・プレイ」。
主演は珠城りょうと愛希れいか。
| 公演日   | 公演場所                                 |
| -------- | ---------------------------------------- |
| 03月19日 | 梅田芸術劇場メインホール（大阪府）       |
| 03月20日 | 梅田芸術劇場メインホール（大阪府）       |
| 03月21日 | 梅田芸術劇場メインホール（大阪府）       |
| 03月24日 | 岩手県民会館                             |
| 03月26日 | 愛知県芸術劇場大ホール                   |
| 03月27日 | 愛知県芸術劇場大ホール                   |
| 03月28日 | 羽島市文化センタースカイホール（岐阜県） |
| 03月30日 | 幸田町民会館さくらホール（愛知県）       |
| 03月31日 | 三重県文化会館                           |
| 04月02日 | オーバード・ホール（富山県）             |
| 04月03日 | 金沢歌劇座（石川県）                     |
| 04月05日 | ひたちなか市文化会館（茨城県）           |
| 04月06日 | いわき芸術文化交流館アリオス（福島県）   |
| 04月08日 | よこすか芸術劇場（神奈川県）             |
| 04月09日 | 市川市文化会館（千葉県）                 |
| 04月10日 | 市川市文化会館（千葉県）                 |
| 04月12日 | 新潟県民会館                             |
| 04月13日 | 上越文化会館（新潟県）                   |
| 04月14日 | ホクト文化ホール（長野県県民文化会館）   |
| 04月16日 | 福岡市民会館（福岡県）                   |
| 04月17日 | 福岡市民会館（福岡県）                   |

2023年・花組
公演期間：11月17日 - 12月12日
併演はネオ・ロマンチック・レビュー『GRAND MIRAGE!』
| 公演日   | 公演場所                                  |
| -------- | ----------------------------------------- |
| 11月17日 | 梅田芸術劇場メインホール（大阪府）        |
| 11月18日 | 梅田芸術劇場メインホール（大阪府）        |
| 11月19日 | 梅田芸術劇場メインホール（大阪府）        |
| 11月20日 | 梅田芸術劇場メインホール（大阪府）        |
| 11月23日 | 新潟県民会館                              |
| 11月25日 | ホクト文化ホール                          |
| 11月26日 | ホクト文化ホール                          |
| 11月28日 | 金沢歌劇座（石川県）                      |
| 11月29日 | オーバード・ホール（富山県）              |
| 12月01日 | 相模女子大学グリーンホール（神奈川県）    |
| 12月02日 | 相模女子大学グリーンホール（神奈川県）    |
| 12月03日 | 相模女子大学グリーンホール（神奈川県）    |
| 12月05日 | 高崎芸術劇場（群馬県）                    |
| 12月06日 | 大宮・ソニックシティ 大ホール（埼玉県）   |
| 12月08日 | 刈谷市総合文化センター アイリス（愛知県） |
| 12月09日 | 刈谷市総合文化センター アイリス（愛知県） |
| 12月10日 | 刈谷市総合文化センター アイリス（愛知県） |
| 12月11日 | 刈谷市総合文化センター アイリス（愛知県） |
| 12月12日 | 刈谷市総合文化センター アイリス（愛知県） |

## スタッフ
- 脚本：柴田侑宏[3][5][6]
- 演出・振付：謝珠栄[3][5][6]

### 1999年
※氏名の後ろに「宝塚」、「東京」の文字がなければ両公演共通。
- 作曲[1]・編曲[1]：高橋城、斉藤恒芳
- 音楽指揮：岡田良機[1]、
- フラメンコ振付協力：蘭このみ[1]
- フラメンコギター・作曲・演奏：染谷ひろし[1]
- 装置：日比野克彦[1]
- 装置監修：大橋泰弘[1]
- 衣装：有村淳[1]
- 照明：勝柴次朗[1]
- 音響：加門清邦[1]
- 小道具：伊集院徹也[1]
- 効果：扇野信夫[1]
- 演出捕：中村一徳[1]
- 演出助手：齋藤吉正[1]
- 音楽助手：木川田新[1]
- 装置捕：広森守[1]
- 舞台進行：豊田登[1]
- 舞台監督[2]：藤村信一（東京）、木村信也（東京）、中村兆成（東京）、福尾晋吾（東京）
- 舞台美術製作：株式会社 宝塚舞台[1]
- 演奏：宝塚管弦楽団（宝塚）[1]
- 録音演奏：宝塚管弦楽団（東京）[2]
- 衣装生地提供：ミカレディ 株式会社[1]
- 制作[1]：木場健之、木村康久
- 演出担当（新人公演）：中村一徳（宝塚）[1]、齋藤吉正（東京）[2]

## 主な配役
|                  | 1999年宙組 | 1999年宙組 | 2010年星組 | 2016年月組   | 2023年花組  |
| 本公演           | 新人公演   |            | 2010年星組 | 2016年月組   | 2023年花組  |
| ---------------- | ---------- | ---------- | ---------- | ------------ | ----------- |
| ドン・ホセ       | 姿月あさと | 久遠麻耶   | 柚希礼音   | 珠城りょう   | 永久輝せあ  |
| カルメン         | 花總まり   | 南城ひかり | 夢咲ねね   | 愛希れいか   | 星空美咲    |
| メリメ／ガルシア | 和央ようか | 風輝マヤ   | 涼紫央     | 凪七瑠海     | 凪七瑠海    |
| エスカミリオ     | 湖月わたる | 朝比奈慶   | 夢乃聖夏   | 暁千星       | 綺城 ひか理 |
| ミカエラ         | 陵あきの   | 遠野あすか | 妃咲せあら | 早乙女わかば | 咲乃 深音   |